# 氷室町 (稲沢市)
氷室町（ひむろちょう）は、愛知県稲沢市の地名。

## 地理

### 字一覧
- 池除（イケヨチ）[WEB 6]
- 杁口（イリグチ）[WEB 6]
- 内新田（ウチシンデン）[WEB 6]
- 大辻（オオツジ）[WEB 6]
- 北羽根田（キタハネダ）[WEB 6]
- 貴布祢（キブネ）[WEB 6]
- 郷内（ゴウナイ）[WEB 6]
- 畑跡（ハタアト）[WEB 6]
- 古川新田（フルカワシンデン）[WEB 6]
- 道内（ミチウチ）[WEB 6]
- 道外（ミチソト）[WEB 6]
- 南羽根田（ミナミハネダ）[WEB 6]
- 宮郭（ミヤクルワ）[WEB 6]
- 宮前（ミヤマエ）[WEB 6]

### 施設
- 高羽毛織工場
- 吉次建設
- 桜井建材中間処理場
- 新陽開発

### 学区
|      | 小学校             | 中学校               | 高等学校 |
| ---- | ------------------ | -------------------- | -------- |
| 全域 | 稲沢市立坂田小学校 | 稲沢市立千代田中学校 | 尾張学区 |

## 歴史

### 人口の変遷
国勢調査による人口および世帯数の推移。
| 1995年（平成7年）  | 53世帯 247人 |  |
| 2000年（平成12年） | 53世帯 245人 |  |
| 2005年（平成17年） | 55世帯 219人 |  |
| 2010年（平成22年） | 53世帯 195人 |  |
| 2015年（平成27年） | 55世帯 183人 |  |
| 2020年（令和2年）  | 57世帯 194人 |  |

### WEB
1. ↑  “愛知県稲沢市の町丁・字一覧”.   人口統計ラボ. 2023年5月5日閲覧。
2. 1 2  総務省統計局 (2022年2月10日). “令和2年国勢調査の調査結果(e-Stat) - 男女別人口，外国人人口及び世帯数－町丁・字等” (CSV). 2023年8月2日閲覧。
3. ↑  “読み仮名データの促音・拗音を小書きで表記するもの(zip形式) 愛知県” (zip).   日本郵便 (2024年2月29日). 2024年3月26日閲覧。
4. ↑  “市外局番の一覧” (PDF).   総務省 (2022年3月1日). 2022年3月22日閲覧。
5. ↑  “ナンバープレートについて”.   一般社団法人愛知県自動車会議所. 2024年1月21日閲覧。
6. 1 2 3 4 5 6 7 8 9 10 11 12 13 14  “愛知県稲沢市氷室町の住所一覧”.   ゼンリン. 2024年5月21日閲覧。
7. 1 2  稲沢市役所 教育委員会事務局 学校教育課 学習支援グループ (2020年4月9日). “住所50音順通学区域（小・中学校）”.   稲沢市. 2024年6月4日閲覧。
8. ↑  総務省統計局 (2014年3月28日). “平成7年国勢調査の調査結果(e-Stat) - 男女別人口及び世帯数 －町丁・字等” (CSV). 2021年7月20日閲覧。
9. ↑  総務省統計局 (2014年5月30日). “平成12年国勢調査の調査結果(e-Stat) - 男女別人口及び世帯数 －町丁・字等” (CSV). 2021年7月20日閲覧。
10. ↑  総務省統計局 (2014年6月27日). “平成17年国勢調査の調査結果(e-Stat) - 男女別人口及び世帯数 －町丁・字等” (CSV). 2021年7月21日閲覧。
11. ↑  総務省統計局 (2012年1月20日). “平成22年国勢調査の調査結果(e-Stat) - 男女別人口及び世帯数 －町丁・字等” (CSV). 2021年7月21日閲覧。
12. ↑  総務省統計局 (2017年1月27日). “平成27年国勢調査の調査結果(e-Stat) - 男女別人口及び世帯数 －町丁・字等” (CSV). 2021年7月21日閲覧。